# TER Centre-Val de Loire
 (février 2024).
Le TER Centre-Val de Loire (exploité sous la marque Rémi depuis 2019), anciennement TER Centre, est le réseau de Transport express régional (TER) de la région administrative Centre-Val de Loire.

## Histoire

### Le transport régional avant la décentralisation
En 1960, le trafic régional et local est assuré surtout par les trains omnibus, qui incluent les trains directs ou semi-directs. Dans l'actuelle région Centre-Val de Loire, ce trafic est alors moyennement développé et comporte généralement trois à cinq aller-retours quotidiens par ligne. Une densité de trafic supérieure est constatée entre Le Mans et Connerré - Beillé ; Le Mans et Sablé ; Vierzon et Bourges ; Vierzon et Salbris ; ainsi qu'entre Romorantin, Salbris et Valençay. Toutefois, ce n'est que sur la courte section entre Tours et Saint-Pierre-des-Corps que les dix circulations par jour et par sens sont atteintes ou dépassées. Quant aux lignes fermées au tournant des décennies 1960 et 1970 (voir ci-dessous), elles ne sont parcourues que par deux paires d'omnibus par jour au maximum.
Dans un contexte de motorisation individuelle galopante et d'investissements limités dans les transports en commun, le « contrat de programme » État - SNCF d'août 1966 vise, entre autres, à décharger la SNCF des services déficitaires sans mettre officiellement en question l'obligation de service public. Moyennant, notamment, le transfert de services omnibus sur la route, la suppression de lignes déficitaires parcourues uniquement par des omnibus et la réorganisation des services subsistants, l'équilibre budgétaire de la SNCF devra ainsi être atteint de nouveau en 1974. Un programme de fermeture portant à l'origine sur 5 000 km de relations omnibus est élaboré. Bientôt, l'objectif sera porté à 10 000 km, mais nombre de fermetures ne seront finalement pas mises en œuvre ou le seront beaucoup plus tard, jusque dans les années 1990. Finalement, entre avril 1967 et août 1973, 6 756 km de lignes sont fermées au service voyageurs, avec le plus souvent substitution par un service routier sous responsabilité de la SNCF. Dans l'actuelle région Centre-Val de Loire, les dernières fermetures concernent : Châteauroux - Montluçon (103 km, 28 septembre 1969) ; Saint-Martin-d'Étampes - Pithiviers (37 km, 4 novembre 1969) ; Les Aubrais - Montargis (62 km, 4 novembre 1969) ; Les Aubrais - Montargis (72 km, 4 novembre 1969) ; Loches - Châteauroux (72 km, 15 février 1970) ; Chinon - Thouars (49 km, 31 mai 1970) ; Chartres - Dreux (43 km, 4 juillet 1971) ; Malesherbes - Montargis (48 km, 6 septembre 1971) ; Courtalain - Château-du-Loir (77 km, 6 octobre 1971).

### Le conventionnement du transport régional de voyageurs avant la naissance du TER
Les mesures de réorganisation du trafic sous l'initiative de la SNCF se limitent finalement à deux agglomérations, Bordeaux et Lyon, et l'État n'entreprend aucune démarche dans ce sens non plus. C'est toutefois une administration déconcentrée, l'Oream Lorraine, qui sera à l'origine du premier renouvellement fondamental d'une desserte régionale, née davantage de la nécessité de développer un projet en faveur de la cohésion d'une métropole régionale que de la volonté de dynamiser les transports ferroviaires de proximité. Il s'agit de la desserte cadencée Métrolor entre Thionville et Nancy, qui démarre le 1er janvier 1970). Suivra bientôt après Métrazur entre Cannes et Menton en juillet 1970, mais ce service est, pendant les premières années, limité aux vacances scolaires d'été et assuré avec le matériel de Métrolor. Le succès de l'expérience lorraine suscite un vif intérêt dans la France entière et déclenchera un certain nombre de projets qui s'en inspirent, sans toutefois appliquer avec suffisamment de rigueur les principes à la clé de ce premier succès. La région Centre est justement le théâtre de la deuxième refonte d'un service régional, mise en œuvre en juin 1972 sous le titre Métroloire sur la relation Orléans - Blois - Tours. Bien que l'idée de départ soit la même qu'en Lorraine, à savoir le renforcement des liens entre les agglomérations le long de la ligne, Métroloire n'est pas un service cadencé mais consiste en un renforcement de la desserte existante. Alors qu'en Lorraine les collectivités territoriales étaient pour partie opposés au projet, ce sont neuf collectivités qui conjuguent leurs efforts pour mettre en route Métroloire et passent une convention avec la SNCF. Il s'agit des trois départements concernés (Indre-et-Loire, Loiret, Loir-et-Cher), des trois principales villes desservies et de leurs Chambre de commerce et d'industrie. Le projet est un succès et Métroloir devient bénéficiaire à partir de 1974.
Sans attendre les résultats du projet Métroloire, la région Centre est choisie comme région pilote pour l'élaboration d'un Schéma régional de transport (SRT), partant de premières études réalisées par des services de l'État en 1972. Le dispositif du SRT n'est instauré qu'au printemps 1974, sans vraiment être institutionnalisé avant la Loi d'orientation des transports intérieurs (LOTI). Les axes de réflexion du SRT Centre ressortent début 1975 : organiser les transports collectifs de façon à contribuer à une meilleure harmonie régionale et considérer dans ce contexte la thématique du report sur route des services omnibus. Concrètement, la région décide de réaliser un réseau d'armature en se servant notamment des lignes de chemin de fer, devant relier les villes entre elles et aux deux principales agglomérations, Orléans et Tours. L'analyse des flux de transport montre la nécessité de renforcer l'offre de transport sur cinq relations ferroviaires et routières : Orléans - Montargis, Orléans - Chartres, Tours - Châteauroux, Chartres - Dreux et Vierzon - Bourges ; les deux dernières étant jugées dignes de desserte cadencées. Sur trois lignes, les trains omnibus devront être transformés en trains semi-directs avec instauration de services routiers complémentaires, et deux lignes fermées au trafic de voyageurs sont proposées à la réouverture : (Tours -) Loches - Châteauroux et Les Aubrais - Montargis. Bien que le schéma soit adopté à l'unanimité le 30 septembre 1977, il rencontre l'opposition de l'État en raison de ces réouvertures et reste lettre morte. Le décret du 30 août 1977 relatif aux SRT permet aux régions d'encaisser les économies réalisées par les transferts de services omnibus sur la route, à condition qu'elles soient réinvesties dans les transports collectifs. Mais le SRT Centre n'étant pas approuvé par l'État, la région ne peut pas bénéficier de ce décret.
À la même époque, les services omnibus dont sont issus, pour l'essentiel, les trains TER, ne bénéficient pas d'un matériel adapté. Quand ils ne sont pas assurés par des autorails, ils sont exploités avec du matériel ancien reconstruit (voitures Bruhat, Romilly et Sud-Est notamment) ou avec du matériel grandes lignes ou Île-de-France déclassé. Ainsi, vingt-sept automotrices Z 4100 mises en service à partir de 1925 sont mutées jusqu'en 1974 à Tours et aux Aubrais (deux unités pour les navettes entre cette gare et la gare d'Orléans).
Globalement, les SRT n'ont pas eu les effets escomptés, bien peu de lignes ayant été fermées. Pour les pouvoirs publics, cette première tentative de régionalisation est vécue comme un échec. Le décret du 30 août 1977 relatif aux SRT est donc abrogé et remplacé par un nouveau décret publié le 24 septembre 1979, en gardant le dispositif des SRT. En mars de la même année déjà, un nouveau contrat d'entreprise a été conclu entre l'État et la SNCF, qui retrouve la responsabilité de la gestion des omnibus. Avec le nouveau décret, les départements et groupements de communes sont dotés officiellement de la compétence de conclure des contrats avec la SNCF, à l'instar des régions. L'article 3 les encourage de proposer des fermetures de lignes et des transferts sur route jusqu'au 30 juin 1980, pour ensuite se faire reverser les économies réalisées par l'État pour une durée de sept ans, pour toute mesure mise en œuvre avant le 31 décembre 1981. Contrairement au décret précédent, ces économies ne doivent plus être obligatoirement réinvesties dans les transports collectifs, mais peuvent être affectées librement. C'est dans ce contexte que le département de l'Indre demande la suppression des trains de voyageurs sur la section Luçay-le-Mâle - Buzançais du chemin de fer du Blanc-Argent, à voie métrique, longue de 39 km. Les deux aller-retours par jour sont supprimés le 28 septembre 1980, sans aucune substitution routière. Quant au département du Loiret, il signe une convention avec la SNCF et des transporteurs privés pour fusionner leurs lignes routières respectives de l'étoile de Pithiviers. C'est l'une des quatre conventions seulement passées par un département sur la base du décret du 24 septembre 1979. Le nouveau contrat d'entreprise entre État et SNCF entrée en vigueur en même temps donne à la SNCF les moyens de décider d'elle-même de la fermeture de lignes, ce qu'elle fait le 28 septembre 1980 sur la section Ballan - Chinon, longue de 39 km.
Alors que la Région s'est vu rejeter son SRT car voulant rouvrir deux lignes, le changement de politique après l'élection de François Mitterrand comme Président de la République apporte, en 1982, les « réouvertures Fiterman ». Est concernée dans le Centre, la ligne de Ballan à Chinon, fermée seulement depuis un an et demi à sa réouverture le 4 janvier 1982. La nouvelle desserte comporte trois aller-retours Tours - Chinon et un aller-retour partiel Tours - Azay-le-Rideau, ainsi que des services routiers supplémentaires. La nouvelle desserte permet à la ligne de retrouver sa fréquentation de 1979, après que cette dernière avait chuté de 20 % à la suite de la limitation de la desserte par train, en dépit d'une desserte routière plus étoffée. En 1987, les 500 000 voyageurs-km sont dépassés, ce qui équivaut à une augmentation de 30 % par rapport à 1979. Par ailleurs, au début des années 1980, la SNCF est pour la première fois encouragée d'augmenter l'offre omnibus de sa propre initiative, ce qu'elle fait à chaque changement d'horaire d'été 1981 jusqu'à hiver 1983/84.
Sur le plan du matériel, le dépôt de Tours reçoit quinze automotrices modernes « Z2 » en 1983/84. Étant donné qu'elles parcourent la ligne des Aubrais à Montauban jusqu'à Limoges, elles ne permettent pas encore l'éviction complète des Z 4100 : Quatre éléments (Z 4181 et 4185-4187) reçoivent la livrée Corail de lors est continuent d'assurer les navettes Tours - Saint-Pierre-des-Corps et Orléans - Les Aubrais jusqu'en 1985. Simultanément avec la livraison des Z2, la région Centre hérite une seconde fois d'automotrices déclassées de la banlieue parisienne, sous la forme des Z 5100. Ces premières automotrices construites en série dans l'après-guerre ont été mises en service à partir de 1953. Par contre, les Z 3700 de 1938 qui les avaient inspirées quittent le service sur la ligne de Paris au Mans en 1983.
Inspiré du TER 200 en Alsace, la région Centre instaure, au service d'hiver 1994/95, la desserte Interloire entre Orléans et Nantes. La vitesse de 200 km/h ne peut être atteinte que sur la moitié du parcours. Le service porte sur trois aller-retours par jour et n'engage que treize voitures Corail rénovées. Comme particularité, Interloire concerne deux régions, le Centre et les Pays de la Loire, et s'apparente à un train grandes lignes avec un trajet moyen de 127 km par voyageur, soit trois fois plus que la moyenne des TER. Un tiers des déplacements sont interrégionaux, et un autre tiers des déplacements se font au sein des deux régions traversées. Au bout de cinq ans, la fréquentation dépasse de 15 % celle d'origine.

### De la naissance du TER jusqu'à la régionalisation
Le TER Centre est lancé en 1986 à la suite de la mise en place d'une nouvelle politique commerciale de la SNCF sur le plan des transports régionaux, souhaitant affirmer davantage sa propre identité d'entreprise en mettant fin, notamment, aux décorations des trains suivant les souhaits des régions. « TER » traduit une stratégie commerciale reposant sur la marque TER avec son logo et sa décoration, sorte de label de qualité ; la charte TER signée entre la SNCF et les régions qui le souhaitent ; et la gamme commerciale TER. Elle s'exprime à travers l'information voyageurs, la promotion et la communication institutionnelle. Parmi les quatre coloris que la SNCF propose pour la livrée du matériel TER, la région Centre choisit le bleu. Le TER veut rajeunir l'image des transports ferroviaires régionaux, jusque-là négligés et souffrant d'une mauvaise image. Pour la première fois, une telle initiative est mise en œuvre sur le plan national et s'accompagne de conventions avec toutes les régions (sauf trois, retardataires). En novembre 1986, la région signe donc sa convention d'exploitation avec la SNCF pour une durée de quatre ans, alors que la durée usuelle est de cinq ans. Il s'agit d'une convention dite « à la marge », c'est-à-dire la Région ne doit assumer que les charges supplémentaires engendrées par les modifications du service de l'année de référence effectuées à sa demande. Autrement dit, les trains régionaux ne coûtent rien à la Région tant qu'elle ne demande pas des aménagements de l'offre. La Région a droit au versement d'un bonus si la fréquentation augmente à la suite des modifications qu'elle a apportées à la desserte. Ce début de conventionnement global coïncide à peu près avec l'instauration du TER, mais est en fait un développement indépendant issu de la politique de décentralisation.
Pendant les premières années du TER Centre, la Région augmente l'offre de trains en semaine, au prix d'une forte réduction de l'offre du week-end (cas également des Pays de la Loire, de la Picardie, du Nord-Pas-de-Calais et de l'Alsace. Dans la période de la signature de la première convention jusqu'en septembre 1990 (entrée en vigueur du service d'hiver), la région Centre introduit une desserte mixte rail-route sur 35 % des lignes encore desservies par des trains. Le pourcentage de lignes à desserte mixte est ainsi quadruplé. Aucune autre région n'est allé aussi loin dans cette démarche. Derrière le Centre, la Charente-Maritime suit avec un taux de mixité de 18 %. Sont concernées, dans le Centre, des liaisons telles que Étampes - Orléans, jusque-là uniquement parcourue par des trains de bout en bout. Sont mises en place des dessertes partielles d'Orléans jusqu'à Artenay ou Toury, assurées majoritairement par autocar (deux allers-retours sur deux aller-retours et demi au total). Sur un plan plus général, la banlieue d'Orléans voit la mise en place de dessertes par autocar, fait assez exceptionnel en France.
Concernant les investissements dans le matériel roulant, la région Centre y consacre 52 500 000 francs dans la période 1985-92 et se classe au septième rang des régions françaises, tout en restant en dessous de la moyenne qui est de 76 100 000 francs. Pendant la même période, la Région investit seulement 4 600 000 francs dans l'infrastructure ferroviaire avec la réouverture au service marchandises de la ligne de Chartres à Orléans notamment, et se classe sur l'une des dernières places (trois régions ayant investi 300 000 francs et une rien). Globalement, la région Centre est parmi les régions ayant le moins investi dans les transports régionaux : elle se classe en quinzième place sur les vingt régions de la France continentale hors Île-de-France. En même temps, le TER Centre reste bénéficiaire pour la SNCF, tenant compte, bien entendu, des contributions forfaitaires versées par l'État. Par la suite, la région Centre est épargnée de la chute du trafic TER frappant dix régions à partir de 1991. Mais à partir de l'exercice 1993, la SNCF décharge sur les régions les déficits de ses express d'intérêt régional (EIR), catégorie récemment définie par la société nationale. Elle demande aux régions de les intégrer dans le conventionnement des TER et réduit en même temps l'offre de ce type de trains pour donner plus d'ampleur à sa requête, si bien que les régions cèdent devant la crainte de voir disparaître ces services. Les EIR représentent 10,39 des trains-km sur l'ensemble TER et EIR et sont occupés par soixante-dix-neuf personnes en moyenne. Leur taux de couverture est de 57 %, et chaque voyageur-km produit, selon la comptabilité de la SNCF, un déficit de 36 francs.
En 1994, Région et SNCF entreprennent un vaste programme de rénovation de cent-trente gares régionales, cofinancé par les communes concernées. Les soixante premières gares sont terminées au bout de cinq ans, moyennant une participation du Conseil régional de 185 millions de francs. En 1995, commence le premier grand projet de renouvellement de l'infrastructure ferroviaire avec engagement de la Région. Il s'agit de la première tranche de la modernisation de la ligne de Vierzon à Saint-Pierre-des-Corps, avec remplacement partiel des voies, simplification du plan des voies de certaines gares, remplacement de la signalisation et des installations de sécurité, et le relevage de la hauteur des quais. Contrairement à ce qui était prévu initialement, la vitesse autorisée n'est portée à 160 km/h que sur 18 km du parcours, entre Gièvres et Saint-Aignan - Noyers. Le tronçon de Saint-Pierre-des-Corps à Villefranche-sur-Cher devient parcourable à 140 km/h, et, dans l'ensemble, des gains de temps de parcours de 15 à 20 min peuvent être réalisés. Sur les 175 millions de francs qu'ont coûté les travaux, la Région et l'État prennent en charge chacun 61,5 millions de francs, et la SNCF finance 52 millions de francs.

### Depuis la régionalisation
La loi Pasqua d'orientation pour l'aménagement et le développement du territoire du 4 février 1995 prévoit, dans son article 67, l'expérimentation du transfert de l'organisation et du financement des transports régionaux vers les régions. Parmi les onze régions se portant candidates, six sont retenues, dont le Centre. Les conventions d'expérimentation sont signées pendant les premiers mois de 1997 et deviennent effectives en 1998. La principale nouveauté est que l'ensemble des financements passe désormais par les régions, ce qui leur donne un moyen de pression sur la SNCF, qui auparavant ne fournissait qu'un minimum d'informations aux régions et se comportait en autorité organisatrice de transports (AOT) tout en bénéficiant des contributions de l'État. Les nouvelles autorités organisatrices de transports des TER sont les régions, réunissant enfin la fonction de décideur et payeur. En outre, les régions pilotes ont obtenu un effort financier supplémentaire de l'État, le niveau des anciennes contributions et les moyens pour le renouvellement du matériel roulant ayant été insuffisants. En 1998, les contributions publiques pour le TER Centre se composent de 165 000 000 francs versés par la région et de 365 000 000 francs versés par l'État. Grâce à l'instauration d'un système d'intéressement de la SNCF sur la qualité de service, la SNCF touche, en 1998, un bonus de 6 400 000 francs pour le TER Centre (contre 1 500 000 francs pour les cinq autres régions expérimentales réunies). Globalement, l'expérimentation de la régionalisation s'avère concluante. Les expériences gagnées dans le Centre et dans les cinq autres régions sont décisives pour la généralisation du conventionnement global des services TER par la loi relative à la solidarité et au renouvellement urbains (SRU), promulguée le 13 décembre 2000, à compter du 1er janvier 2002.
Les premières nouvelles séries de matériel à entrer en service à partir de 1998 sont douze « automoteurs TER » X 72500 et quinze « autorails TER » X 73500. Ces dernières sont affectées aux relations Tours - Chinon, Chartres - Courtalain, Bourges - Nevers et Bourges - Saint-Amand-Montrond. Le chemin de fer du Blanc-Argent à voie métrique reçoit cinq autorails X 74500, livrées avec un fort retard en 2002.
Le 28 novembre 1999, la desserte grandes lignes Gare de Paris-Austerlitz - Tours est renforcée de 33 % et passe au cadencement, avec participation financière de la Région. Les trois quarts des trains de cette relation très fréquentée rebroussent maintenant à Orléans pour mieux répondre à la clientèle de cette ville, qui accepte de moins en moins d'emprunter une navette pour le court trajet entre Les Aubrais et Orléans. Le nouveau service est baptisé « Aqualys » et bénéficie d'un matériel dédié, qui, au départ, est constitué de cinquante-cinq voitures Corail non encore rénovées. Cette rénovation ne commence qu'après le lancement d'Aqualys, et la nouvelle livrée est présentée le 18 décembre 2000. Le Conseil régional est également désireux d'instaurer une desserte cadencée sur l'autre axe majeur du TER Centre, la ligne de Paris à Chartres, mais cette réorganisation se heurte à la résistance de la SNCF qui estime que cela serait incompatible avec l'occupation des voies en gare de Paris-Montparnasse. En attendant, la relation est successivement renforcée par l'ajout d'aller-retours supplémentaires.
Le Contrat de plan État-région 2000-2006 se fixe des objectifs ambitieux. Le principal projet envisagé par la Région est la réouverture au service voyageurs de la ligne de Chartres à Orléans, longue de 70 km et fermée dès le 16 février 1942. Ce n'est pas l'une des deux réouvertures prioritaires inscrites au premier SRT, qui avait toutefois prévu l'amélioration de l'offre routière sur cet axe. Sur les 420 000 000 francs de travaux, 260 000 000 francs restent à la charge de la région. En 2001, la remise en service est prévue pour 2006, mais six ans plus tard, le projet reste toujours lettre morte. Il en est de même des autres projets de réouverture, dont le plus avancé est le dossier Les Aubrais - Montargis, dans les tiroirs depuis près de vingt-cinq ans. - Un deuxième projet de plus grande envergure, mais avec participation moindre de la région, à quant à lui été réalisé : l'électrification Saint-Pierre-des-Corps - Vierzon, avec une participation régionale de 100 000 000 francs sur les 370 000 000 francs du total de l'opération. La Région cofinance également les travaux pour la fluidification du trafic autour des nœuds d'Orléans et Tours.
Le 17 janvier 2015, la région Centre change de nom et devient région Centre-Val de Loire, et par conséquent TER Centre devient TER Centre-Val de Loire.
Le 6 mai 2019, le réseau TER Centre-Val de Loire intègre l'offre tarifaire et la marque intermodale Rémi, ; la marque « Rémi Express » s'applique spécifiquement aux trains ex-Intercités gérés par la région (Paris-Austerlitz – Orléans, Paris-Austerlitz – Les Aubrais – Tours, Paris-Austerlitz – Bourges et Paris-Bercy – Montargis – Nevers),.

### Identité visuelle (logotype)

Logo d'avant 2014.
Logo TER Centre (2014-2015).
Logo TER Centre-Val de Loire entre 2015 et 2019.
Logo TER Rémi depuis 2019.

## Convention TER 2007-2013
L'exploitation du TER Centre est régie par la convention Région - SNCF applicable pour une période de sept ans courant du 1er janvier 2007 au 31 décembre 2013. C'est la deuxième convention conclue par la région Centre depuis qu'elle est devenue définitivement autorité organisatrice de transports au 1er janvier 2002, au bout d'une expérimentation de quatre ans pendant laquelle elle a déjà exercé la même mission. La convention a été signée à Orléans le 15 mars 2007 par Michel Sapin, président du Conseil régional du Centre, et Didier Dubois, directeur de l'activité TER Centre de la SNCF. Par ailleurs, elle ne porte pas seulement sur les circulation TER, mais également sur les services connexes à proposer par la SNCF. Plus particulièrement, le rôle de la Région en tant qu'autorité organisatrice s'étend aussi sur les gares ne relevant pas de l'activité grandes lignes de la SNCF.
Le Conseil régional a exigé une garantie du juste prix amenant la SNCF à accepter une transparence des coûts pour l'année de référence à la renégociation de la convention. La préambule tient à rappeler qu'en raison du déficit d'exploitation de 4 000 000 € que la SNCF a fait valoir au titre des cinq années de la convention précédente, et dont elle a réclamé le remboursement à la Région, la société nationale a accepté un audit comptable et financier, confirmant effectivement ce déficit. Les partenaires décident de mesures susceptibles d'éponger ce déficit jusqu'à l'échéance de la convention. Après rappel du cadre législatif, l'objet de la convention, son périmètre et sa durée sont définis. Comme particularité, le périmètre inclut les trois relations TER au-delà des limites de la région jusqu'à Paris. Sont exclus par contre les liaisons par autocar faisant l'objet de conventions spécifiques entre la Région et les départements concernés. Dans l'optique d'un développement harmonieux du TER Centre, la convention introduit une « obligation générale de collaboration », tout en confirmant l'autonomie de gestion de la SNCF.
La Région, en tant qu'autorité organisatrice, décide des dessertes TER en respectant la « Stratégie régionale des déplacements et des circulations douces ». Concrètement, la région définit les familles de trains (catégories de trains TER pour l'usage interne, à savoir proximité, maillage régional, réseau de villes) et les arrêts associés ; le nombre de trains ; le positionnement horaire ; la qualité de service et les services au voyageurs attendus ; ainsi que la tarification régionale complémentaire à la tarification nationale. La Région peut modifier les dessertes pendant la durée de la convention, éventuellement en réagissant à des propositions soumises par la SNCF. Sur le plan de l'affectation du matériel roulant, la Région ne formule que des préconisations. Elle se fixe l'objectif de favoriser l'intermodalité et s'engage à respecter l'unicité du réseau national. Mais avant et surtout, la Région verse à la SNCF une « contribution financière » en contrepartie au service public rendu par la SNCF. Sous réserve de réajustements à certaines conditions, cette contribution est de 106 000 000 € pour la première année et augmente de 4 500 000 € chaque année. L'emploi de la notion de contribution souligne que la gestion des recettes de la vente des titres de transport reste du domaine de la société nationale, et que le partenariat autorité organisatrice - prestataire de service n'a pas évolué vers un rapport client - fournisseur habituel.
Les services à rendre par la SNCF sont exactement définis par des documents fournis en annexe à la convention, dont des horaires cibles pour l'ensemble des relations. Pour faire face aux situations perturbées, la SNCF élabore des programmes de circulation réduites. La SNCF est censé d'assurer la promotion commerciale du TER Centre (pour un budget de 460 000 € en 2007) et de mettre en œuvre les dispositifs de distribution des titres de transport. Elle exerce auprès de la Région une mission permanente de conseil, d'expertise et de proposition, ce qui n'est pas sans évoquer la question de l'indépendance de la Région en tant qu'autorité organisatrice. En plus des trains TER, la SNCF se voit confier l'exploitation des services routiers TER Centre en passant des marchés avec des entreprises de transport, la région étant toutefois associée au choix des attributaires. Finalement, la SNCF s'engage à répondre aux exigences particulières de la région sur plusieurs domaines ayant été identifiés comme priorités par le Conseil régional. Ainsi, la société nationale doit assurer l'information des voyageurs, y compris en situation perturbée. Elle doit répondre à l'ensemble des réclamations émanant des clients. En outre, elle doit assurer la sûreté à bord des trains et lutter contre la fraude. La qualité de service est mesurée par six groupes de critères, dont le taux de réalisation du service ferroviaire et la ponctualité, qui doivent être de 97,5 % (pendant la durée de la convention), respectivement 90,5 % (pendant la première année). La ponctualité à elle seule pèse pour 49 % de l'ensemble des critères de qualité. Pour inciter la SNCF à satisfaire à l'attente de la Région, un système de bonus-malus est mise en place. Pendant la durée de la convention, les situations non conformes aux critères de qualité doivent être réduites entre 20 % et 35 % selon les cas ; c'est sur le plan de la propreté que les plus grands progrès sont envisagés.

## Relations TER

### Par rail

Carte des infrastructures ferroviaires en Centre-Val de Loire en 2020.

La desserte par rail du TER Centre-Val de Loire couvre presque la totalité des lignes classiques exploitées en service voyageurs au sein de la région. Les lignes D (Paris ↔ Malesherbes), N (Paris-Montparnasse ↔ Dreux) et R (Paris-Gare-de-Lyon ↔ Montargis) sont exploitées par Transilien. Les lignes de Paris-Vaugirard à Granville, Paris-Montparnasse au Mans et de Paris à Nevers sont par ailleurs isolées du reste du réseau ferroviaire de la région.
Le TER Centre-Val de Loire assure la desserte ferroviaire exclusive de quatre gares situées en Île-de-France : Angerville, Gazeran, Guillerval et Monnerville. En revanche, les quatre gares de Dordives, Ferrières - Fontenay, Marchezais - Broué et Malesherbes situées au sein de la région Centre-Val de Loire ne sont desservies que par le Transilien. Quant aux gares de Briare, Gien et Nogent-sur-Vernisson, elles sont desservies par des trains Intercités et Rémi. Finalement, la commune de Saint-Rémy-sur-Avre a sa gare en dehors de la région, mais il n'y a plus que trois trains par jour qui s'y arrêtent.
Le TER Centre-Val de Loire a représenté, en 2022, 70 000 voyageurs quotidiens, avec 420 circulations de trains sur les liaisons ferroviaires conventionnées par la région.

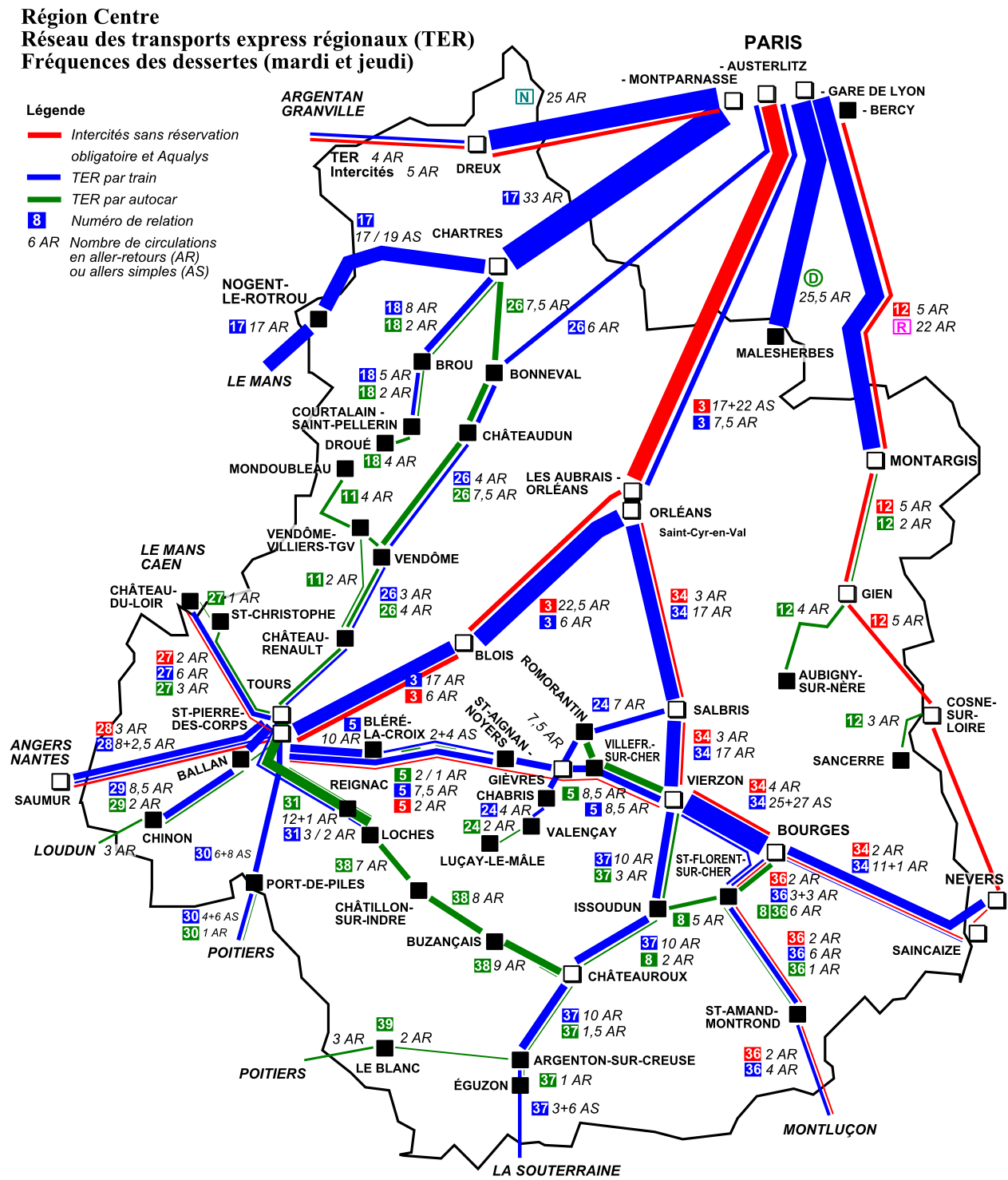
Fréquence de la desserte les jours types de pleine semaine (mardi et jeudi), horaire annuel 2012.

Les relations desservies par des trains TER sont résumées dans le tableau ci-dessous. Les numéros des lignes correspondent à ceux utilisés en 2016 pour les documents horaires. Pour plus de clarté, n'ont été retenus que les numéros renvoyant vers la desserte détaillée sur les axes considérés, évitant ainsi au maximum que des lignes soient repérées par plusieurs numéros. Sur plusieurs lignes, les trains sont complétés par des autocars. Ces services étant repris par le tableau de la section suivante, le tableau n'en tient pas compte. Dans la colonne Horaires, sont indiqués le premier départ de la gare nommée en dernier lieu, et le dernier départ de la gare en dernier lieu. Est considérée comme fonctionnant en soirée une ligne dont le dernier départ a lieu après 20 h 30, si ce train effectue la totalité du parcours. Sur des parcours partiels, les lignes peuvent donc fonctionner en soirée sans que cela soit indiqué dans le tableau. Ces renseignements se portent sur le cas le plus représentatif, soit les jours du lundi au vendredi hors jours fériés. La durée du voyage peut varier en fonction des différents services, les horaires n'étant généralement pas cadencés. Est indiquée la durée du voyage la plus représentative, s'appliquant aux trains couvrant l'ensemble de la relation, qui le plus souvent ne s'arrêtent pas dans l'ensemble des gares.
- circulation à jour uniquement en train, janvier 2023

| Lignes | Dessertes                                                        | Nombres de gares | Soirée | Dimanche - Férié | Premier train | Dernier train |
| ------ | ---------------------------------------------------------------- | ---------------- | ------ | ---------------- | ------------- | ------------- |
| 1.1*   | Orléans ↔ Étampes ↔ Paris                                        | 13               | oui    | oui              | 5 h 38        | 23 h 8        |
| 1.2*   | Châteauroux ↔ Vierzon ↔ Salbris ↔ Orléans ↔ Paris                | 11               | oui    | oui              | 6 h 7         | 21 h 8        |
| 1.3*   | Orléans ↔ Vierzon ↔ Châteauroux ↔ Limoges                        | 18               | oui    | oui              | 6 h 27        | 20 h 0        |
| 1.4*   | Orléans ↔ Vierzon ↔ Bourges ↔ Nevers ↔ Dijon ↔ Lyon              | 24               | oui    | oui              | 5 h 17        | 20 h 54       |
| 2.1*   | Tours ↔ Blois - Chambord ↔ Orléans ↔ Paris                       | 23               | oui    | oui              | 5 h 58        | 23 h 13       |
| 2.2*   | Tours ↔ Vierzon ↔ Bourges ↔ Nevers ↔ Dijon ↔ Lyon                | 21               | oui    | oui              | 5 h 9         | 22 h 52       |
| 2.3*   | Tours ↔ Loches                                                   | 11               | oui    | non              | 8 h 29        | 18 h 50       |
| 2.5*   | Tours ↔ Port-de-Piles ↔ Poitiers                                 | 19               | oui    | oui              | 6 h 15        | 22 h 41       |
| 2.6*   | Orléans ↔ Tours ↔ Saumur ↔ Nantes ↔ Le Croisic                   | 25               | oui    | oui              | 6 h 15        | 22 h 29       |
| 2.7*   | Tours ↔ Chinon                                                   | 8                | oui    | oui              | 6 h 24        | 20 h 2        |
| 2.8*   | Tours ↔ Château-du-Loir ↔ Le Mans                                | 14               | oui    | oui              | 6 h 20        | 21 h 25       |
| 2.9*   | Tours ↔ Vendôme ↔ Châteaudun ↔ Chartres ↔ Paris                  | 15               | oui    | oui              | 6 h 24        | 17 h 135      |
| 3.1*   | Montluçon ↔ Saint-Amand-Montrond - Orval ↔ Bourges ↔ Paris       | 17               | oui    | oui              | 6 h 34        | 21 h 45       |
| 3.2*   | Châteauroux ↔ Bourges                                            | 5                | oui    | oui              | 6 h 3         | 21 h 10       |
| 4.1*   | Chartres ↔ Courtalain - Saint-Pellerin ↔ Droué                   | 12               | oui    | oui              | 5 h 50        | 20 h 9        |
| 4.2*   | Le Mans ↔ Nogent-le-Rotrou ↔ Chartres ↔ Paris                    | 26               | oui    | oui              | 3 h 38        | 0 h 2         |
| 5*     | Paris ↔ Vendôme ↔ Château-Renault ou Mondoubleau                 | 2                | oui    | oui              | 6 h 26        | 18 h 28       |
| 6*     | Montargis ↔ Gien ↔ Aubigny-sur-Nère ↔ Cosne ou Sancerre ↔ Nevers | 13               | oui    | oui              | 4 h 56        | 20 h 4        |
| 7*     | Luçay-le-Mâle ↔ Romorantin ↔ Salbris ↔ Paris                     | 17               | oui    | oui              | 6 h 15        | 20 h 45       |
| *      | Paris-Montparnasse ↔ Dreux                                       | 11               | oui    | oui              | 6 h 23        | 20 h 52       |
| *      | Paris-Gare-de-Lyon ↔ Montargis                                   | 14               | oui    | oui              | 6 h 16        | 21 h 2        |
| *      | Juvisy ↔ Malesherbes                                             | 15               | oui    | oui              | 6 h 4         | 19 h 48       |

### Par autocar

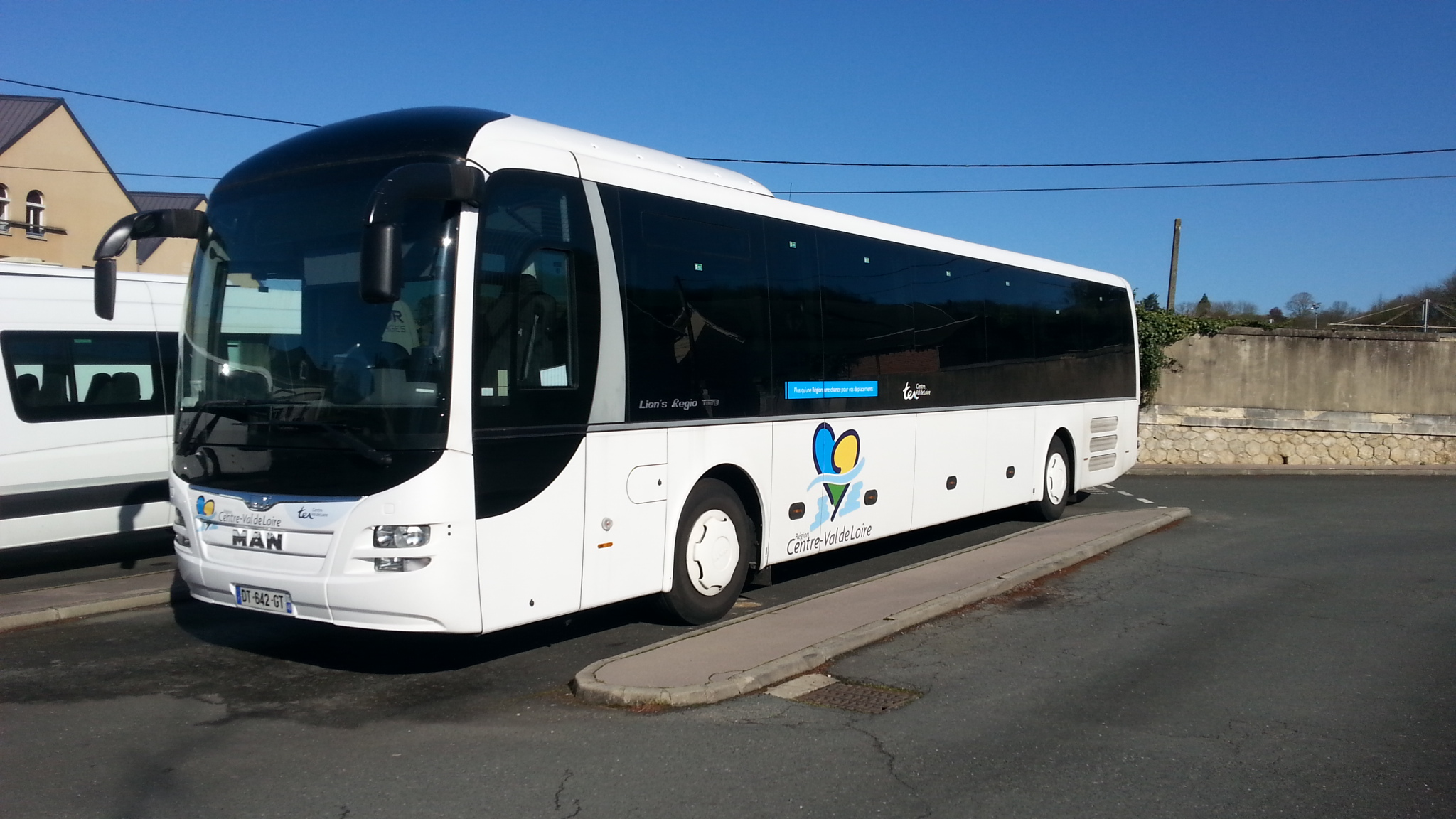
Un autocar TER Centre-Val de Loire, à la gare routière d'Argenton-sur-Creuse (36).

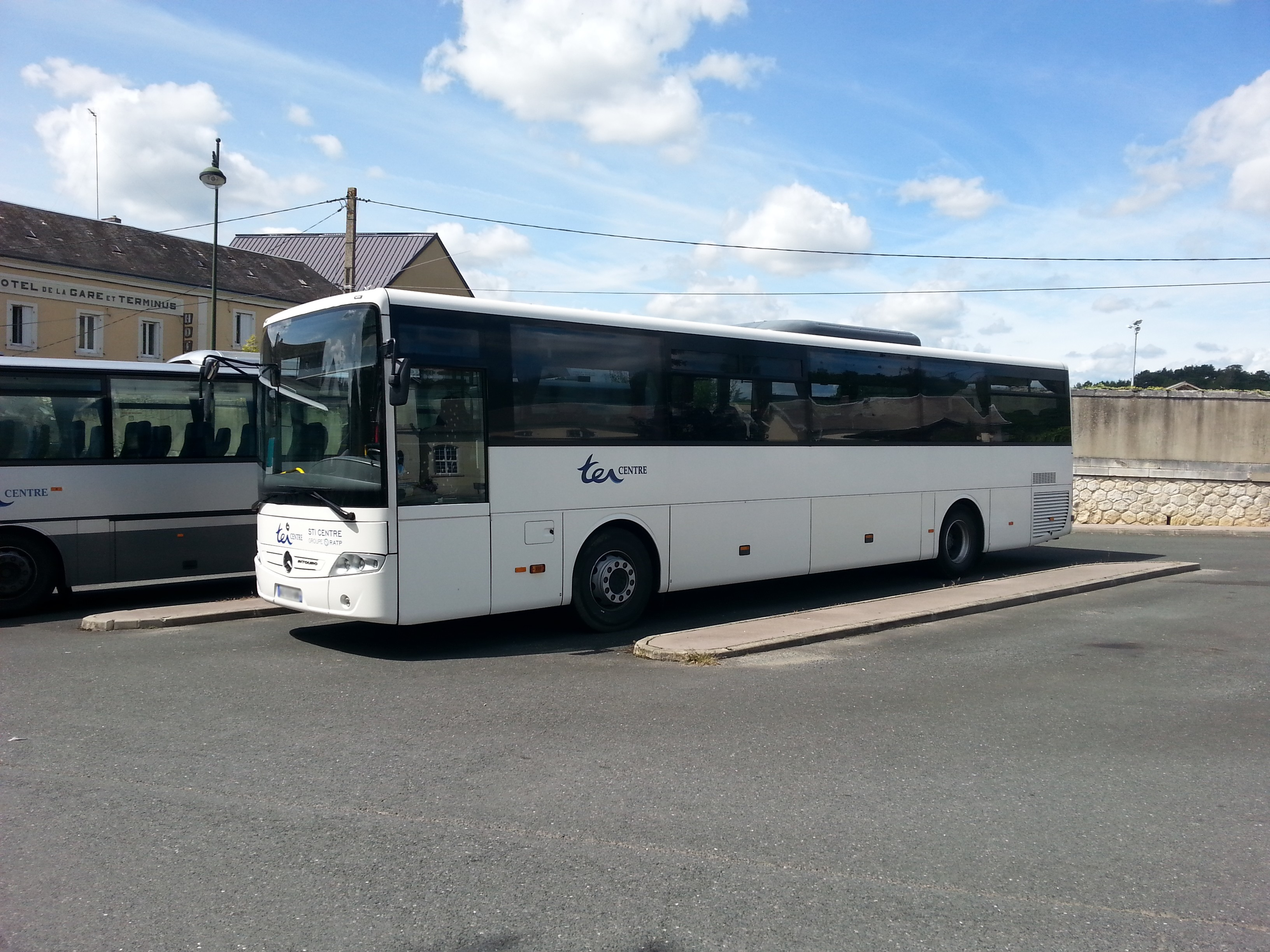
Un autocar TER Centre, de la société de transport STI Centre, à la gare routière d'Argenton-sur-Creuse (36).

La plupart des dessertes routières TER Centre-Val de Loire sont complémentaires aux dessertes ferroviaires, sans toujours emprunter des itinéraires identiques : ainsi, les relations no 2.2 et 3.2 évitent les gares de bifurcation de Gièvres et Vierzon pour réduire la distance à parcourir et obtenir une vitesse commerciale raisonnable. Les relations no 2.4, 4.1, 6 et 7 comportent des sections qui ne sont pas ou plus desservies par le train : Loches - Châteauroux, Courtalain - Droué et Gien - Aubigny-sur-Nère, Cosne - Sancerre, Valençay - Luçay-le-Mâle.
Toutes les autres relations routières en remplacement de lignes de chemin de fer fermées ne font aujourd'hui plus partie du TER Centre-Val de Loire et sont gérées directement par les départements concernés. Reste à noter que la Région est retournée vers une exploitation par rail uniquement sur certaines relations, comme le long des trois lignes partant d'Orléans. Le tableau ci-dessous résume l'ensemble des relations desservies par autocar TER Centre-Val de Loire, à l'exception de certaines sections de ligne desservies uniquement les jours scolaires.
| Lignes | Dessertes                                                        |
| ------ | ---------------------------------------------------------------- |
| 1.3    | Orléans ↔ Vierzon ↔ Châteauroux ↔ Limoges                        |
| 2.2    | Tours ↔ Vierzon ↔ Bourges ↔ Nevers ↔ Dijon ↔ Lyon                |
| 2.3    | Tours ↔ Loches                                                   |
| 2.4    | Châteauroux ↔ Loches ↔ Tours                                     |
| 2.7    | Tours ↔ Chinon                                                   |
| 2.8    | Tours ↔ Château-du-Loir ↔ Le Mans                                |
| 2.9    | Tours ↔ Vendôme ↔ Châteaudun ↔ Chartres ou Paris                 |
| 3.1    | Montluçon ↔ Saint-Amand-Montrond - Orval ↔ Bourges ↔ Paris       |
| 3.2    | Châteauroux ↔ Bourges                                            |
| 3.3    | Châteauroux ↔ Le Blanc ↔ Poitiers                                |
| 4.1    | Chartres ↔ Courtalain - Saint-Pellerin ↔ Droué                   |
| 5      | Paris ↔ Vendôme ↔ Château-Renault ou Mondoubleau                 |
| 6      | Montargis ↔ Gien ↔ Aubigny-sur-Nère ↔ Cosne ou Sancerre ↔ Nevers |
| 7      | Luçay-le-Mâle ↔ Romorantin ↔ Salbris ↔ Paris                     |

## Tarification
Les tarifs valables sur l'échelle nationale s'appliquent sur le TER Centre-Val de Loire également. En complément, la région propose des formules tarifaires spécifiques, se divisant en tarifs tout public et tarifs soumis à des conditions d'éligibilité.
Les prix flash offre 15% de réductions vendu uniquement en numérique en nombre limité valable une semaine en région centre mais également depuis et vers l'Île-de-France. Les prix flash plus sont de 7 €-10 €-15 €-19 € suivant la distance vendu également en nombre limité.
Des tarifs événementiels sont proposés lors d’événements dans la région par exemple 4 € l’Aller-Retour sur la journée.

### Cartes de réduction
La carte Rémi Liberté est une carte de réduction nominative valable pendant un an. Elle donne droit à 33 % de réduction en semaine et 50% le weekend et les jours fériés. Le prix de la carte est de 30 €.
La carte Rémi Liberté + est une carte de réduction nominative valable pendant un an. Elle donne droit à 50% de réduction en semaine et 66% le weekend et les jours fériés. Le prix de la carte est de 200 €.
La carte Rémi Liberté Jeune est une carte de réduction nominative valable pendant un an, pour les moins de 26 ans. Elle donne droit à 50% de réduction en semaine et 66% le weekend et les jours fériés. Le prix de la carte est de 20 € et gratuite pour les 4-14 ans et les 15-25 ans inscrite sur le site régional Yep'S.
En septembre 2019, la carte Rémi Liberté Senior sera accessible aux plus de 60 ans . Elle donnera droit à 50% de réduction de 8h à 17h en semaine et tout le weekend et les jours fériés, et 30% le reste du temps. Le prix sera de 30 € et de 10 € pour les bénéficiaires de la carte Senior+ de la SNCF,.
Les réductions s'appliquent sur tous les trains et cars Rémi et sont applicables sur les trajets depuis et vers les régions Île-de-France (uniquement Paris-Austerlitz, Paris-Bercy et Paris-Montparnasse), Pays de la Loire et Nouvelle-Aquitaine.

### Abonnement
L'abonnement Rémi Zen est un abonnement pouvant soit être Hebdo, Mensuel ou Annuel (prélèvement mensuel), sans engagement et sans conditions. Pour des trajets déterminé en région Centre-Val de Loire et vers les régions Pays de la Loire, Nouvelle-Aquitaine et Bourgogne Franche Comté. Non disponible vers la région Île-de-France. Abonnement éligible à la prime transport, 50% remboursé par l'employeur. Éligible a l'aide régionale Mobillico au-delà de 200 € par mois qui limite à 100 € par mois l’abonnement domicile-travail.
L'abonnement Rémi Zen Jeune est un abonnement pouvant soit être Hebdo, Mensuel ou Annuel (prélèvement mensuel), pour les moins de 26 ans sans condition autre que l'âge. Pour des trajets déterminés en région Centre-Val de Loire. Offre une réduction de 50% par rapport à l'abonnement Rémi Zen classique. Abonnement plafonné à 75 € par mois et avec un minimum de 25 € par mois.
L'offre Rémi Zen Multi permet aux abonnés Rémi Zen de bénéficier de 15 € de réduction sur un abonnement de transport urbains Azalys à Blois, TAO à Orléans, FilBleu à Tours
L'abonnement Rémi Zen+  Jeune est un abonnement pour les moins de 26 ans sans condition autre que l'âge. Pour des trajets illimité sur le  réseau Rémi train et cars dans l'ensemble de la région Centre-Val de Loire. L'abonnement est à 100 € en formule Mensuel et 83,40 € par mois en formule Annuel.
Les abonnement Rémi Zen sont chargés sur la carte JVmalin, support multimodale de la région Centre Val-de-Loire permettant également de charger les abonnements urbains Azalys à Blois, TAO à Orléans, FilBleu à Tours et FiliBus à Chartres.

### Autre offres
Le chéquier régional vers l'emploi contient dix chèques échangeables contre des titres de transports gratuits pour les déplacements au sein de la région Centre-Val de Loire, ainsi qu'en Île-de-France (dans les gares desservies par TER Centre-Val de Loire) et la région Pays-de la Loire. Ils sont valides pour un trajet simple, valide pour une journée. Le chéquier est réservé aux demandeurs d'emploi domiciliés dans la région et inscrits à une agence France Travail de la région. Il est fourni par l'agence France Travail où le demandeur est inscrit, ou par la Mission locale. Il est possible de bénéficier de deux chéquiers par an, soit vingt chèques. Il est nécessaire d'échanger ces chèques à un guichet SNCF du réseau Rémi avant de voyager.

## Matériel roulant

### Livrées

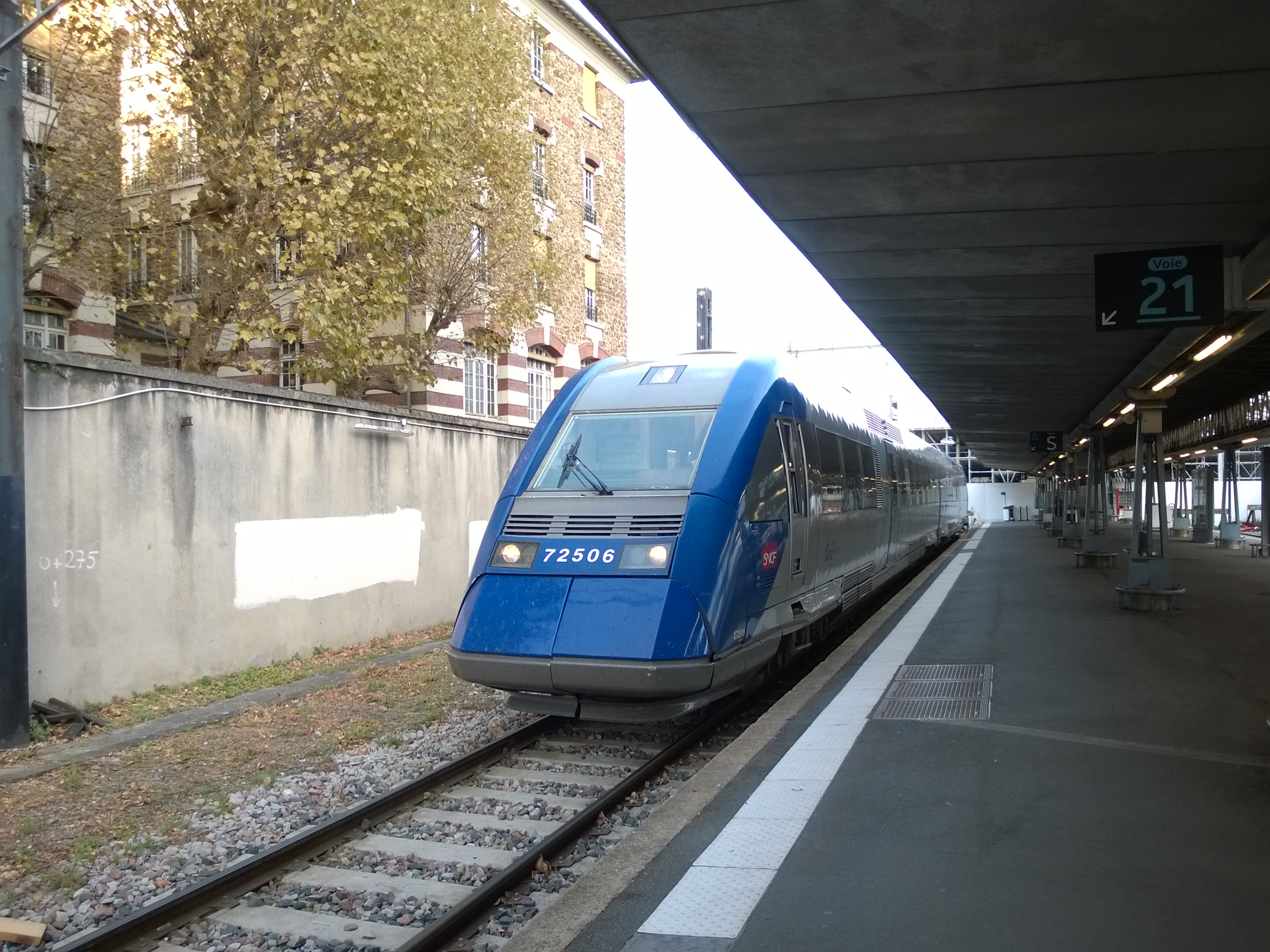
X TER en livrée TER institutionnelle.
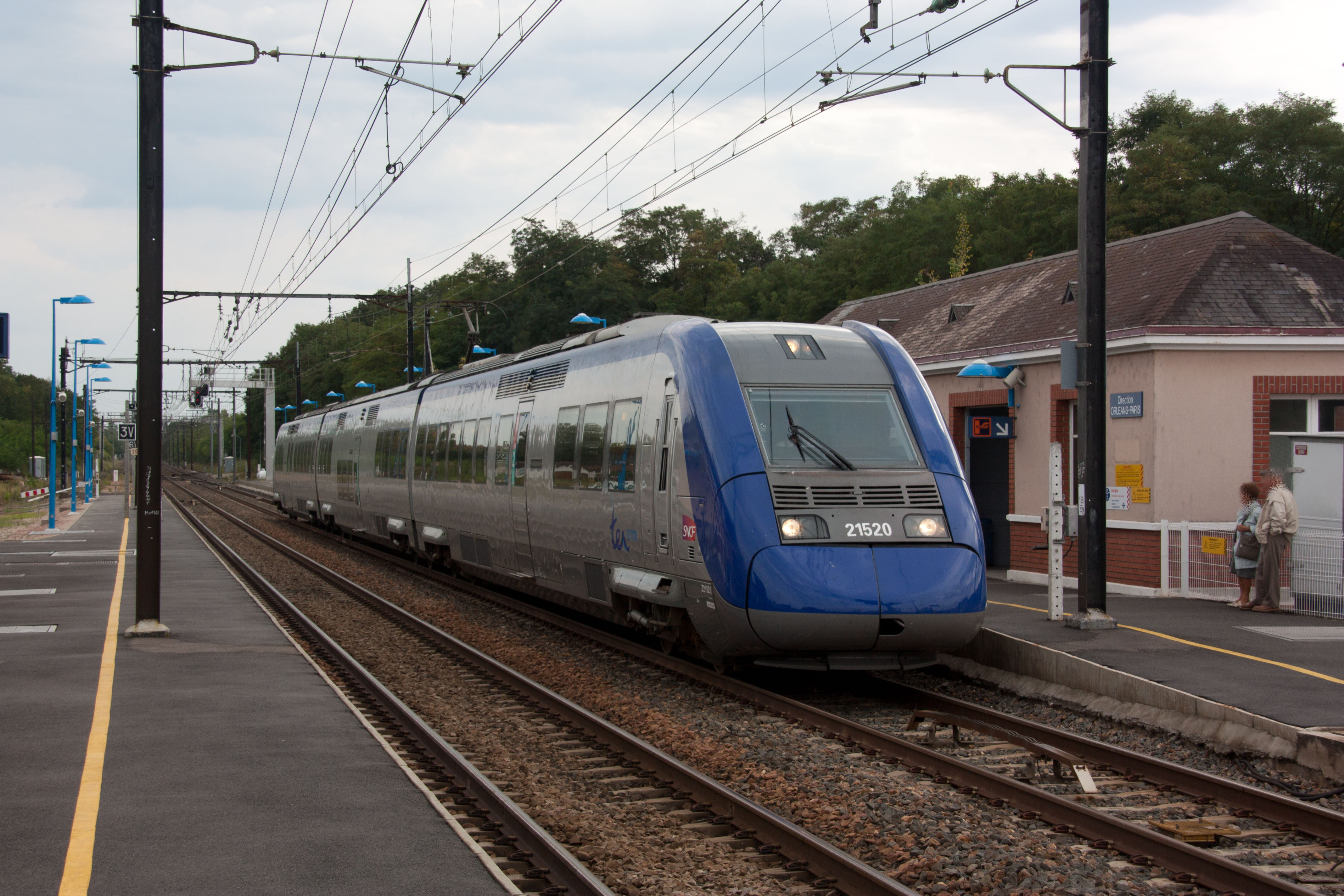
Z TER en livrée TER institutionnelle.
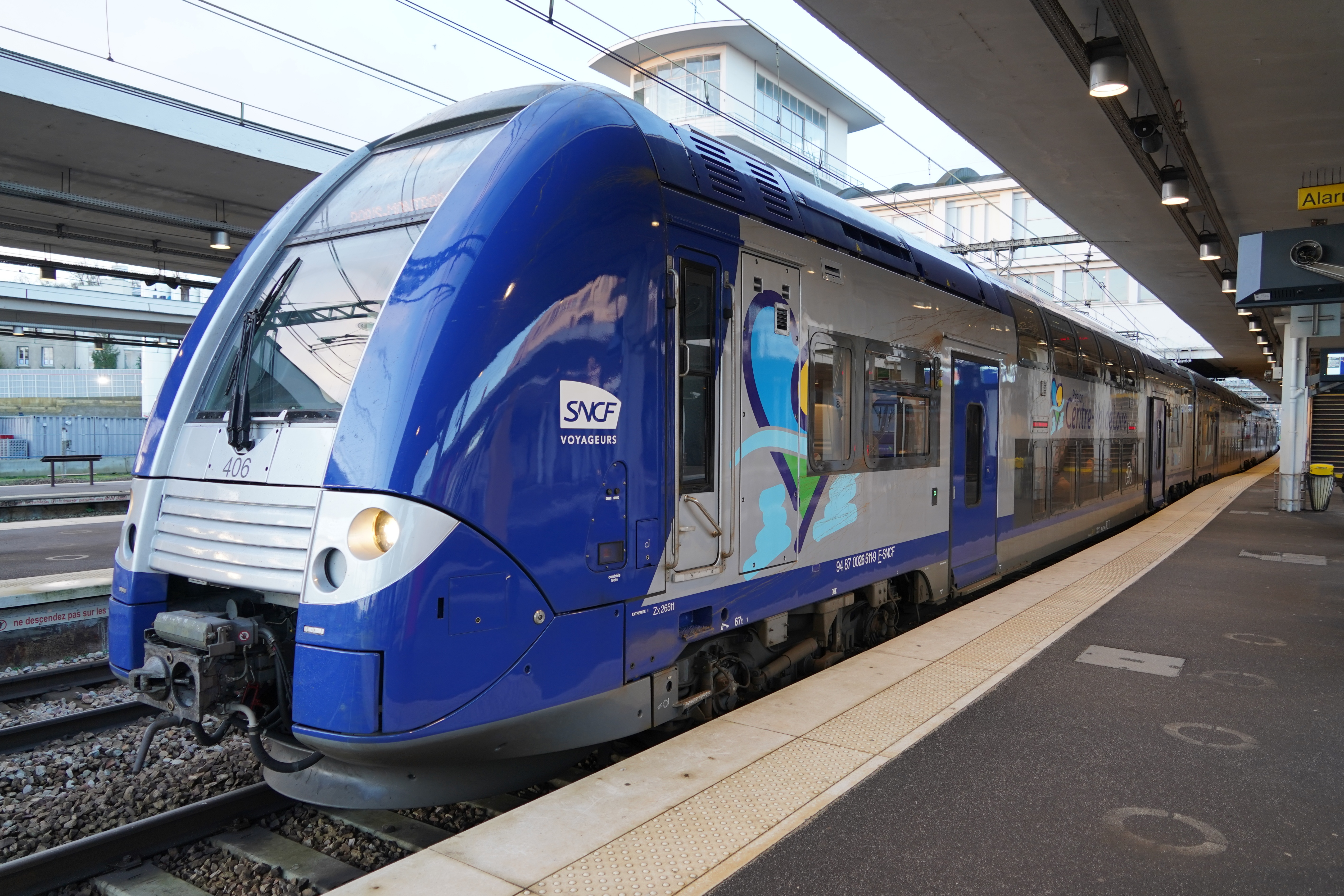
Z 26500 en livrée TER Centre-Val de Loire.
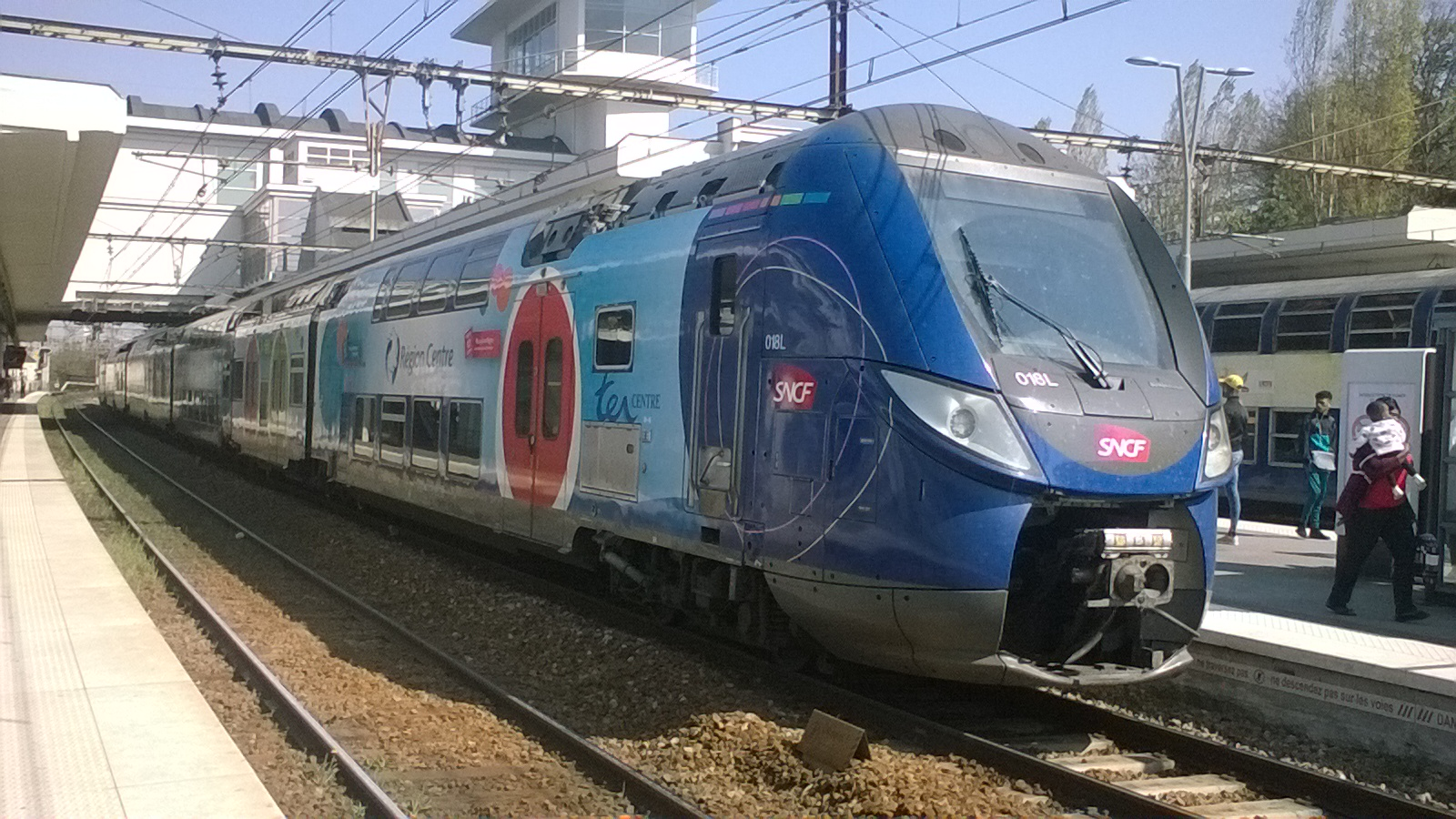
Regio 2N en livrée TER Centre.
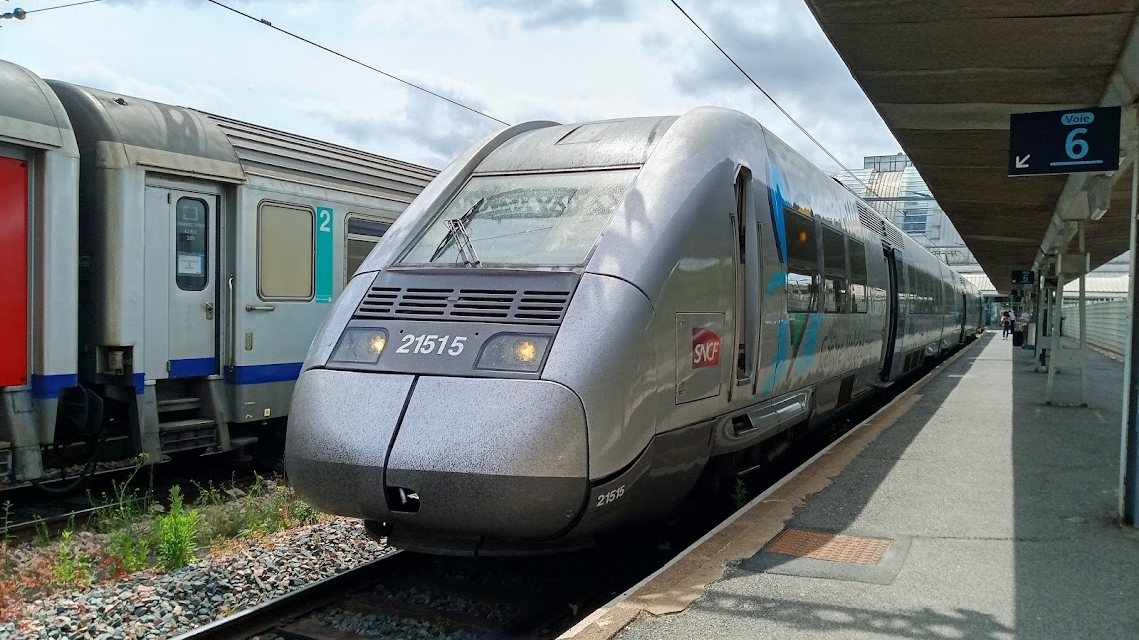
Z TER en livrée REMI.
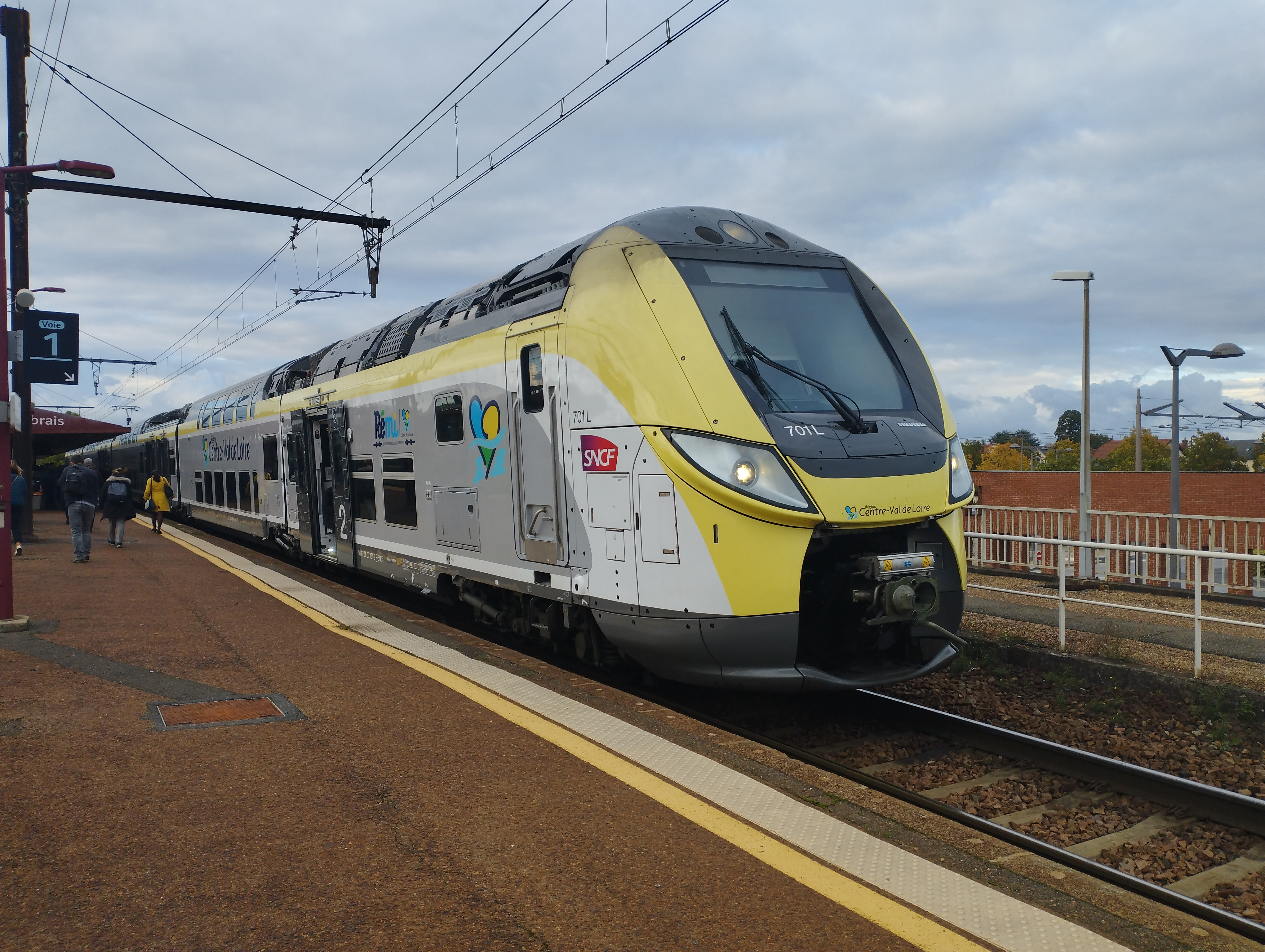
Regio 2N (de catégorie Omneo) en livrée TER Centre-Val de Loire[20].

### Matériel actuel

#### Locomotives, et automoteurs
Le parc du matériel roulant du réseau TER Centre-Val de Loire est issu de la fusion des parcs des réseaux TER Centre-Val de Loire 
Synthèse du parc au 28 février 2024
| Séries  | Nombre de caisses | STF SCT | STF SNU | Totale |
| ------- | ----------------- | ------- | ------- | ------ |
| BB 7200 | –                 | 17      | –       | 17     |
| B 84500 | 4 caisses         | 3       | –       | 3      |
| X 72500 | 2 / 3 caisses     | 15      | –       | 15     |
| X 73500 | mono-caisse       | 20      | –       | 20     |
| X 74500 | 1M + 1R           | 5       | –       | 5      |
| Z 21500 | 3 caisses         | 17      | –       | 17     |
| Z 26500 | 4 caisses         | –       | 12      | 12     |
| Z 27500 | 4 caisses         | 20      | –       | 20     |
| Z 55500 | 8 caisses         | –       | 14      | 14     |
| Z 56500 | 8 caisses         | 2       | –       | 2      |
| Z 56700 | 8 caisses         | 25      | –       | 25     |

Au quatrième trimestre 2020, le parc du matériel roulant de la région est constitué de 118 engins. 
Le parc est gérées par deux Supervisions techniques de flotte (STF) 
- SCT : STF Centre-Tours (Tours, Orléans)
- SNU : STF Transilien ligne N et U + Paris-Chartres

#### Voitures et rames tractées
- VO 2N tractées par des BB 8500 (liaisons Paris-Montparnasse – Chartres – Le Mans)

#### Matériel routier
- Bova Futura
- Otokar Navigo
- MAN Lion's Regio
- Mercedes-Benz Integro II
- Irisbus Evadys H
- Irisbus Midys
- Irisbus Ares
- Irisbus Iliade TE
- Neoplan Trendliner
- Van Hool T 915 CL
- Mercedes-Benz Intouro €6

### Projet
Entre 2018 et 2022, la région devait se séparer de ses douze rames TER 2N NG au profit de la région Grand Est, qui souhaite renforcer les liaisons Nancy-Metz-Luxembourg tout en conservant l'homogénéité de son parc de matériel roulant à 2 niveaux,. En contrepartie, elle aurait reçu de la région Grand Est 17 ZGC et de la région des Pays de la Loire 7 autres unités,. Mais la région Grand Est a finalement fait affaire avec la région Normandie.
De 2020 à 2022 la région Centre-Val de Loire se dote de 32 rames de Bombardier Regio 2N pour les lignes Paris-Orléans-Tours, Paris-Orléans-Bourges et Paris-Montargis-Nevers.

### Matériel passé
- Autorails X 4300
- Autorails X 4750

- Automotrice Z 5100
- Locomotives électriques BB 9200
- Locomotives électriques BB 8500

- Locomotives électriques BB 26000

- Locomotives Diesel BB 67300

- Automotrices Z 5300

## Projets à venir

### Dans le cadre du Contrat de projets État-région 2007-2013
Dans le cadre de la modernisation de la transversale interrégionale Nantes - Tours - Nevers - Saint-Germain-des-Fossés - Lyon, la section de Bourges à Saincaize longue de 58 km a été électrifiée en 2010 et 2011, avec une mise en service pour le changement d'horaire du 11 décembre 2011. Désormais, la caténaire est établie en continu de Nantes à Saint-Germain-des-Fossés. Sur le budget global de 77 300 000 €, la Région a assumé un investissement de 41 800 000 €.
À la suite du vieillissement de l'infrastructure ferroviaire, la vitesse autorisée a dû être fortement limitée sur plusieurs sections de la ligne de Dourdan à Tours : 100 km/h au nord de Châteaudun au lieu de 140 km/h, et 60 km/h au lieu de 100 km/h sur différentes sections entre Châteaudun et La Membrolle-sur-Choisille près de Tours. Le renouvellement de l'infrastructure a commencé en 2009 et a porté sur deux sections entre Châteaudun (Châteaudun - Bonneval et Auneau-Embranchement - Dourdan) ainsi que la section Notre-Dame-d'Oé et Château-Renault en 2011. Les travaux se poursuivront jusqu'en 2013 sur les autres sections de la ligne, mobilisant 44 000 000 € de la part de l'État et de la Région, et 11 500 000 € de la part de Réseau ferré de France (RFF).
Afin de permettre d'augmenter la capacité de la ligne de Tours à Chinon et faire circuler des trains supplémentaires, cette ligne est dotée d'une signalisation automatique informatisée avec commande centralisée. En outre, trois passages à niveau sont automatisés, des aiguillages remplacés et des plans de voie simplifiées, pour un montant total de 16 000 000 € d'investissements, dont les deux trois quarts pris en charge par la Région. Les travaux s'échelonnent sur la période de 2008-2011.
Dans le but de pérenniser la ligne du Blanc-Argent dont la section peu fréquentée de Valençay à Luçay-le-Mâle a déjà été reportée sur la route en raison de son mauvais état, la Région et RFF ont enfin signé une convention de financement des travaux de remise en état, en date du 2 décembre 2011. L'infrastructure sera renouvelé en employant des rails de réemploi, une partie des ouvrages d'art sera consolidée, et certains passages à niveau seront traités. L'objectif est de revenir vers une vitesse autorisée de 70 km/h indispensable à l'attractivité de la desserte. Sur les 13 600 000 € que coûtent les travaux, la région finance 8 850 000 €, et la Communauté de communes du Romorantinais et du Monestois apporte une contribution de 250 000 €.
Le Conseil régional maintient l'objectif de la réouverture au service voyageurs de la ligne de Chartres à Orléans par Voves. Des travaux bénéficiant également au trafic de marchandises ont été réalisés entre Chartres et Voves, dont l'État et la Région se sont partages à parts égales les coûts de 10 000 000 €. Afin de permettre la circulation de trois aller-retours voyageurs dans des bonnes conditions, le renouvellement de l'infrastructure doit encore se poursuivre et la gare de Voves être adaptée. Ces mesures ont été estimées à 28 000 000 € en 2004 et devront être financées entièrement par la Région.
Une autre réouverture au service voyageurs est également envisagée, portant sur la section d'Orléans à Châteauneuf-sur-Loire de la ligne d'Orléans à Gien longue de 27 km. Ce projet entre, en 2012, dans la phase de la concertation préalable et pourrait aboutir à une mise en service en 2017. La ligne s'apprête à une desserte périurbaine avec un train toutes les demi-heures pendant les heures de pointe, et toutes les heures pendant le reste de la journée. Elle desservirait six points d'arrêt et sera parcourable à 100 km/h. Les coûts avoisineraient les 100 000 000 €.